# Dizy (Zwitserland)
Dizy is een dorp in het westen van Zwitserland.
Het maakt nu deel van het district Morges uit, maar viel voor 2008 onder het toenmalige district Cossonay.

## Websites
- Statistische gegevens over deze gemeente bij Bundesamt für Statistik

Aclens · Allaman · Aubonne · Ballens · Berolle · Bière · Bougy-Villars · Bremblens · Buchillon · La Chaux · Chavannes-le-Veyron · Chevilly · Chigny · Clarmont · Cossonay · Cuarnens · Denens · Denges · Dizy · Echandens · Echichens · Eclépens · Etoy · Féchy · Ferreyres · Gimel · Gollion · Grancy · Hautemorges · L'Isle · Lavigny · Lonay · Lully · Lussy-sur-Morges · Mauraz · Moiry · Mollens · Montricher · Mont-la-Ville · Morges · Orny · Pompaples · Préverenges · Romanel-sur-Morges · Saint-Livres · Saint-Oyens · Saint-Prex · La Sarraz · Saubraz · Senarclens · Tolochenaz · Vaux-sur-Morges · Villars-sous-Yens · Vufflens-le-Château · Vullierens · Yens